# Телець (фільм)
«Телець» (рос. «Телец») — російський художній фільм, поставлений режисером Олександром Сокуровим за сценарієм Юрія Арабова в 2001 році.
Це другий фільм із задуманої режисером тетралогії («Молох» — «Телець» — «Сонце» — «Фауст»).

## Зміст
Продовження фільму «Молох». У центрі уваги знову люди, яким належить влада у той час, коли розпадається країна, руйнується усталений, але вже застарілий лад. Вплив неможливо втримати. Та й що насправді під силу людині, коли приходить захворювання, що руйнує тіло і життя?

## Ролі
| Актор             | Роль              |
| ----------------- | ----------------- |
| Леонід Мозговий   | Ленін             |
| Марія Кузнецова   | Крупська          |
| Сергій Ражук      | Сталін            |
| Наталія Нікуленко | Сестра Леніна     |
| Ірина Соколова    | Мати Леніна       |
| Лев Єлісеєв       | Доктор            |
| Микола Устинов    | Паколи, комендант |

## Нагороди
- Гран-прі фільму і приз акторському дуету Леоніда Мозгового і Марії Кузнецової на IX кінофестивалі російського кіно «Вікно в Європу» у Виборзі (2001).
- Національна кінематографічна премія «НІКА-2001» (2002):
  - найкращому ігровому фільму
  - за найкращу режисерську роботу — О. Сокурову
  - за найкращу сценарну роботу — Ю. Арабову
  - за найкращу операторську роботу — О. Сокурову
  - за найкращу роботу художника — Н.Кочергіній
  - за найкращу чоловічу роль — Леоніду Мозговому — Ленін
  - за найкращу жіночу роль — Марії Кузнецовій — Крупська
- Основні творці фільму удостоєні Державної премії РФ 2001 року: Лауреати премії — О. Сокуров, Ю. Арабов.
- Гран-прі «Золотий грифон» на IX МКФ «Фестиваль фестивалів» в Санкт-Петербурзі (2001).
- Приз «за найкращу режисуру» О. Сокурову і приз преси фільму на IX Російському державному фестивалі «Віват, кіно Росії!» в Санкт-Петербурзі (2001).
- Приз «За найкращу чоловічу роль» Л. Мозговому на VIII МКФ країн СНД і Балтії «Листопад-2001» у Мінську (2001).
- Спеціальне згадування журі М. Кузнецової на XII МКФ «Сузір'я» в Архангельську (2001).
- Спеціальний приз фільму на IX фестивалі російського кіно в Онфлері, Франція (2001).
- Національна премія «Золотий овен-2001» (2002):
  - за найкращий фільм
  - за найкращі роботи режисера і оператора — О. Сокурову
  - за найкращий сценарій — Ю. Арабову
  - за найкращу роботу художника — Н. Кочергіній
  - за найкращі роботи акторів — М. Кузнецовій та Л. Мозговому
- Професійні премії к/ст. «Ленфільм» 2000 року «Мідний вершник» сценаристу Ю. Арабову, художнику Н. Кочергіній, акторові Л. Мозговому, найкращому фільму року (2001).